# 비길레스
비길레스(Vigiles), 조금 더 정확하게는 비길레스 우르바니(Vigiles Urbani, "도시 경비자") 또는 코호르테스 비길룸(Cohortes Vigilum, "코호르트들의 무리"라는 뜻)는 고대 로마의 소방대이자 경찰대이다.

## 역사
로마에는 처음, 트리움비리 녹투어니(Triumviri Nocturni, 밤의 세 남자라는 뜻)라는, 개인 소유 노예들을 모아 화재 및 제반 문제를 해결하고자 조직된 사설 소방대 집단이 있었다. 개인적으로 운영되던 체계는 효과에 한계가 있었고, 그 자신과 나아가 로마 시 전체의 안전을 위해서도 새로운 공공 소방대가 필요했기에 아우구스투스는 새로운 공공 소방대를 창설했고, 이것이 비길레스라 불리게 되었다.
앞서 마르쿠스 리키니우스 크라수스가 소방대를 매수하여 벌였던 치졸한 치부 행위뿐 아니라 에그나티우스 루푸스가 그 처음 그 자신의 해방 노예 600여 명을 차출하여 소방 임무를 직접 담당함으로써 대기 기간도 거치지 않고 법무관(프라이토르)로 선출되는 등 위험할 정도의 인기를 얻었던 것을 반영하여 아우구스투스가 조직한 이 새로운 소방대는 이집트 알렉산드리아의 소방대를 모델로 삼은 것이었다. 비길레스는 그들의 별명인 '스파르토리'(Spartoli) 또는 '작은 양동이 떼'로도 알려져 있는데, 그들이 물을 운반하는데 사용했던 물동이가 피치를 입힌 밧줄로 짜여져 있었기 때문이다.
서기 6년에 아우구스투스는 노예 매매에 4%의 부과세를 매기고 그 수익금으로 이 새로운 군사 조직을 창설하는 데 사용했다. 최초의 비길레스 부대는 아이딜레스(Aediles)와 비코마기스트리(Vicomagistri)의 지휘하에 있었다. 조직 안에는 6,000여 명의 대원들이 있었으며, 모두 노예였다. 서기 22년에 그들은 기사 계급인 프라에펙투스 비길룸(praefectus vigilum)과 숩브라에펙투스(subpraefectus)의 지휘를 받았고, 호민관이 지휘하는 일곱 개의 코호르트로 나뉘었다. 보통 로마의 호민관은 이 비길레스를 지휘하는 것으로 자신의 경력을 시작했다. 각 코호르트마다 일곱 개의 백인대(센추리)로 나뉘었고, 각각의 70-80명의 병력으로 백인대장(센츄리온)이 지휘했다. 각 코호트는 도시 로마의 14개 행정 구역 가운데 두 곳씩을 순찰했다. 이들 비길레스는 서기 205년에 크기가 두 배로 늘어났다. 비길레스는 이 시기에 해방된 노예들로 구성되어 있었다.
비길레스는 소방대인 동시에 밤거리를 경비하는 야경꾼 역할도 맡았으며, 강도들을 감시하고 도망친 노예들을 체포하는 등 로마 거리의 질서 유지에도 동원되었다. 비길레스의 가장 유명한 지휘관이라 할 나에비우스 수토리우스 마크로(Naevius Sutorius Macro)는 그의 부하들이 친위대(프라이토리아니)의 대장 아에리우스 세야누스의 병사들로부터 도시 로마의 통제권을 되찾는 과정에서 황제 티베리우스에 의해 동원된 뒤, 세야누스의 뒤를 이어 친위대(프라이토리아니)의 사령관이 되었다.
비길레스는 로마의 항구 도시인 오스티아와 포르투스에 주둔했다. 4개의 백인대(센추리)로 이루어진 벡실라시오(분견대)가 4개월 주기로 로마를 오가며 각 도시에 둘씩 주둔했다.
이후 비길레스는 독립적 집단으로서의 지위를 상실한 것으로 보이며 3세기 초쯤에 친위대(프라이토리아니) 대장의 지휘 아래 예속된 것으로 보인다.

## 조직
초창기, 이 비길레스 조직은 사람 모집에 어려움을 겪었다. 인원 충원을 위한 노력의 일환으로 서기 24년에 통과된 비셀리우스 법(렉스 비셀리아Lex Visellia)은 6년간 비길레스에 복무한 인원에게 완전한 로마 시민권과 보너스를 지급하도록 하는 인센티브 지원 법률이었다. 비길레스는 원래는 노예 또는 해방 노예를 모아 구성한 조직이었지만, 2세기까지 노예가 아닌 로마 시민들도 비길레스에 입대할 수 있었다.
비길레스들은 따로 지정된 막사에 수용되었고, 특히 밤에는 뜻하지 않은 화재가 발생하지 않도록 거리를 순찰했다. 모든 가구주들은 화재 진압을 위한 장비를 따로 보관해야 했고, 비길레스 소속 대원들은 펌프, 양동이뿐 아니라 갈고리(가연성 재료를 끌 수 있도록), 곡괭이, 도끼를 가지고 순찰을 다녔다. 그들은 또한 소형 발리스타에(ballistae)를 사용해 불타는 집들을 부수고 방화벽을 만들었다. 심지어 비길레스가 담당하는 각 코호트마다 4명의 의사가 배속된 비길레스 전용 의료 지원(메디치)과 전용 집회소(빅티마리이victimarii)까지 가지고 있었다. 화재 진압에는 물펌프를 장착한 마차가 동원되었는데 비길레스 대원 가운데 시포파리우스(siphonarius)가 이 물펌프를 조작하여 작동시켰고, 아쿠아리우스(aquarius)가 물의 공급을 감독했다. 일반 대원들은 군인(밀리테스milites)이라고 불렸다.
비길레스는 각각 1,000명씩 7개의 코호르트로 조직되었다. 코호르트마다 일곱 개의 백인대가 포함하고 있었다. 각 백인대는 백인대장(센츄리온)이 지휘했고, 코호르트는 호민관이 지휘했다. 비길레스의 관리관은 프라에펙투스 비길룸(Praefectus Vigilum)이었다. 비길레스의 백인대장들은 종종 도시 코호트에서 백인대장이 되었고, 이어서 친위대(프라이토리아니)에서 백인대장이 되기도 하였다. 그들은 로마군으로 옮겨 수석 백인대장(프리무스 필루스Primus Pilus) 계급에도 도달할 수 있었다. 이 관리관은 파수꾼의 관리관으로 알려져 있었으며, 로마 황제가 임명한 7개 코호트의 에퀴테스였다. 다만 3세기까지 특별히 인기 있는 관직은 아니었다. 법적 배경을 가진 저명한 법학자들이 행정관직의 권한을 수행하기 위해 비길레스의 관리관직을 수행하기 시작했다. 판사로서, 비길레스의 거리관들은 밤에 붙잡힌 일반 도둑들에 대해 법원에서 판결을 내렸다. 결국, 비길레스의 관리관은 경범죄에 대한 관할권도 부여받았던 것이다. 동로마의 황제 유스티니아누스에 따르면, 좀 더 심각한 범죄가 발생할 경우, "범인이 폭력적이고 악명 높은 성격의 사람이라면... 사건은 시의 지휘관에게로 보냈다." 종종 비길레스의 관리관인 프라에펙투스 비길룸이 친위대(프라이토리아니)의 사령관이 되기도 했다.
관리관의 업무 외적으로 비길레스는 군대와 비슷한 계급 체계에서 명령을 받았다. 일부 복무 기간은 20년 이상 연장될 수 있지만, 대부분의 임관 계급은 훨씬 짧았다. 비길레스는 친위대(프라이토리아니)나 도시 코호트의 명성을 얻지 못했기 때문에, 군단 복무는 보통 더 명예롭고 수익이 되는 직위를 얻기 위한 수단에 불과했다.
비길레스를 지휘하는 프라에펙투스의 한 명으로 알려진 플라시디아누스(Placidianus)는 269년에 갈리아 제국에 대항하여 론 강 하류의 계곡을 확보하기 위해 클라우디우스 2세(고티쿠스)에 의해 갈리아로 파견된 원정군의 지휘를 맡았다. 이것은 이 직위의 소유자가 로마 밖에서 실질적인 지휘권을 부여받은 유일한 사례로 알려져 있다. 다만 그의 병력에 로마 시에서 온 비길레스도 포함되어 있었는지 아닌지는 불확실하다.
프라에펙투스 비길룸이 그의 본부를 앞에서 확인된 어떤 지역에 두었는지, 아니면 그가 완전히 별도의 프라에펙투라를 가지고 있었는지는 알려져 있지 않다. 만약 막사 중 하나와 관련이 있다면 비아 라타(Via Lata)의 I 코호르트일 가능성이 높다.

## 역할

### 화재 진압
비길레스는 매일밤 도끼와 양동이를 들고 어둑어둑한 로마 거리를 걸어다녔다. 비길레스는 화재가 의심되는 경우 그 어느 곳이라도 문을 부수고 들어가 조사할 권리가 있었고 연기를 마셨거나 화재 징후가 보이면 이들은 위험에 처한 건물로 달려가 문들을 부수었고 가장 가까운 분수까지 양동이를 든 채로 사슬 대형을 이루고 화재 진압을 시작하였다.
비길레스가 담당하는 모든 코호르트에는 표준 소방 장비가 구비되어 있었다. 사이프(sipho) 또는 소방차는 말이 끄는 수레로, 물이 든 통에 부분적으로 잠기는 대형 이중 작동 펌프로 구성되었다. 현대 소방차의 원형이라고 할 수 있는, 이 물펌프를 장착한 마차는 원래 고대 이집트에서 고안된 것을 이후 여러 차례 개량한 것으로 두 사람이 지렛대를 양 방향으로 움직여서 작동시키는 물펌프를 커다란 물탱크에 장착한 구조로서, 물줄기를 공중으로 30m나 쏘아올릴 수 있었다고 한다. 물 공급을 담당하는 대원인 아쿠아리우스(aquarius)들은 수원(水源)이 어디에 있는지 정확한 지식을 가지고 있어야 했고, 불에 물을 끌어오기 위한 양동이 여단도 따로 구성되기도 했다. 물이나 아세툼이라고 불리는 식초 기반 물질을 적신 담요를 화재 잔해 위에 덮는 화학적인 방법을 소방 시도에 사용한 흔적도 있다.
하지만 화염 진압에 실패하면 심부름꾼들을 비길레스 기지로 보내어 지원 인력과 중장비를 요청했고, 지원 인력과 중장비가 도착하면 비길레스는 불길이 번지는 것을 막는 가장 좋은 방법이자 동시에 그들이 가장 잘하는 일에 착수하였다. 바로 건물 파괴였다. 불길이 번지는 것을 막는 가장 좋은 방법은 불길의 연료가 될 요소들을 차단하는 것이었고, 그것을 차단하는 유일하고 확실한 방법은 갈고리 달린 밧줄과 곡괭이, 소형 발리스타 등으로 불타는 건물과 그 인접한 건물을 부수어 붕괴시키는 것이었다. 복층 건물에서 발생한 화재의 경우, 사람들이 위층에서 뛰어내릴 수 있도록 쿠션과 매트리스가 땅에 깔렸다. 화염이 진압되면 각 비길레스 부대에 소속된 위생병(메디치)들이 부상을 입은 민간인을 치료했다.
화재 예방 조치 시행은 비길레스의 주요 업무였다. 로마에서는 모든 가정마다 적절한 소방 장비를 갖추고 있어야 했다. 동로마 황제 유스티니아누스가 남긴 글에 따르면 비길레스는 "모든 사람들에게 윗방에 물을 준비하도록 상기시키라는 명령을 내리"게 했다. 비길레스의 명령이란 어디까지나 구속력이 없고 권고 수준이었지만, 그들의 권고는 종종 부주의로 인한 영향을 피하기 위해서도 이행되었다. 유스티니아누스의 글에 따르면, "체벌은 태만에 대한 가장 일반적인 형벌"이었고, "그들에게 매를 맞으라고 명령하는 것도 비길레스의 '권고' 가운데 하나"였다. 방화범에 대해서도 공개적인 구타가 이루어졌다. 그러고 나서 비길레스들은 연기 나는 화재 잔해의 수습을 집주인(또는 집주인의 보험업자)에게 맡기고 다시 순찰에 복귀하였다.
공기가 건조하고 바람이 부는 밤에는 불길이 지붕을 타고 빠른 속도로 번지므로 비길레스가 미처 진압하지 못했고, 로마 황제는 비길레스의 화재 진압을 도울 노예나 민간인 자원봉사자들을 충원하고자 하였지만 64년 로마 대화재는 그러한 노력들을 아무 소용 없는 것으로 바꾸어 버렸다. 엿새에 걸치는 화재로 로마의 3분의 1 이상이 파괴되었던 로마 대화재에서 비길레스는 법을 집행하고 도시를 화재에서 구하기보다는 도시를 파괴하고 약탈하는 데에 더 힘썼다고 전하고 있는데 세간에는 비길레스에게 이 화재를 조장할 것을 명령해 놓고 불타는 로마를 보며 리라를 켜고 시를 읊었다는 악평으로 알려진 젊은 황제 네로는 실제 역사에서는 비길레스가 화염과 싸우는 것을 적극적으로 돕고 이재민들의 대피처로 자신의 정원을 개방하여 제공하며 로마 속주로부터 이재민들에게 배급할 식량과 물자를 긴급 지원할 것을 명령하고 있었다. 나중에 화재로 소각된 땅에 자신의 궁전을 지어 세간의 뜬소문이 더욱 확산되는데 일조하기는 했지만, 네로 자신은 로마 대화재 이후 더 이상의 화재를 피하기 위해 새로운 소방법을 제정하였는데, 이 법들은 가연성 소재로 건물을 짓는 것을 금지하고, 도로 폭을 넓히고 화재시 더 많은 사람들이 화재 진압을 위해 수원에 빨리 접근할 수 있도록 건물들이 공동의 벽을 공유하는 것을 금지하여 도시 로마의 방화 기능을 강화하는 데에 있었다.

### 경찰 업무
기원전 27년경부터 아우구스투스는 공화정 말기에 만연했던 도시 폭도들의 단속을 위해 비길레스에 경찰 기능을 추가했다.
불을 끄는 것 외에도, 비길레스는 로마의 야경꾼 역할을 수행하였다. 그들의 임무는 도둑과 강도를 체포하는 것과 도망친 노예들을 체포하는 것이었다. 목욕탕을 지키는 일도 목욕탕이 밤에도 문을 열게 된 황제 세베루스 알렉산데르의 통치 기간 동안 비길레스의 임무로 추가되었다. 그들은 주로 사소한 범죄를 다루었고, 거리를 순찰하는 동안 평화를 위협하는 요소들을 찾아 돌아다녔다. 폭동 선동이나 집단 폭력 등의 범죄는 (어느 정도의 규모는) 도시 로마 경찰대(코호르테스 우르바나이Cohortes urbanae)와 친위대(프라이토리아니)에 의해 처리되었지만, 비질레스는 이러한 상황에서 보조적인 역할을 제공할 수 있었고, 단순한 준군사조직으로만 간주되지 않았다.

### 4분할 구역

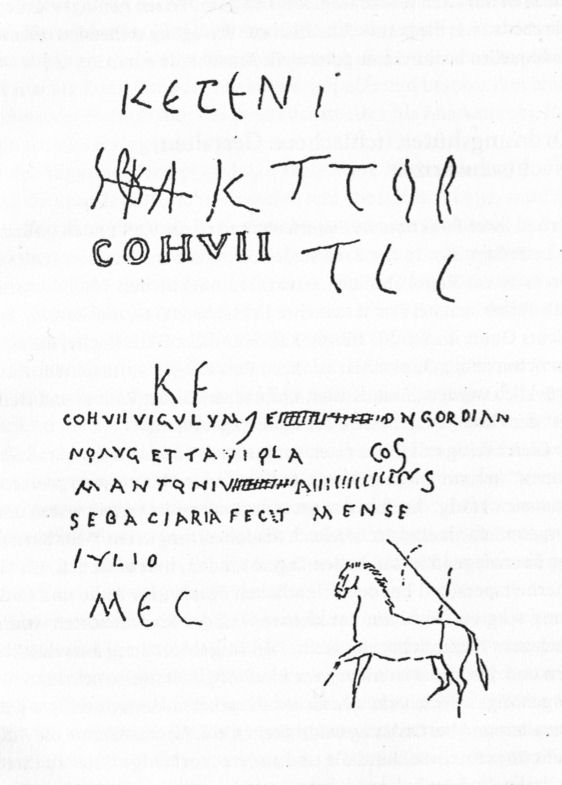
제7코호르트 건물 벽에서 확인된 낙서

초기 비길레스는 개인 주택과 건물을 떼어다 지휘소로 사용했다. 2세기 중반이 되어서야 비길레스를 위한 공식 막사가 세워졌고, 3세기 초까지 40~50명의 사람들을 수용할 수 있는 지하 공간(엑스쿠비토리아excubitoria)이 확장된 도시와 주변 교외 지역을 수용하기 위해 건설되었다.
7개 코호르트의 기지 또는 막사 가운데 4곳의 위치가 상당히 명확하게 식별되어 있다:
- I 코호르트: 비아 라타(Via Lata) 동쪽으로 셉타(Saepta) 맞은편에 있었다.:
- III 코호르트: 비미날(Viminal)에 있었다.;
- IV 코호르트: 카라칼라 목욕탕 가까운 곳에 있었다.;
- V 코호르트: 도미니카의 성 마리아 지구 근처에 있는 카엘리안 언덕에 있었다.

VII 코호르트는 아이밀리안 다리 근처에서 확인된 임시 기지에 수용되었을 것으로 보인다.
다른 곳에서 언급한 바와 같이, 항구 도시인 오스티아와 포르투스에 파수꾼 분견대가 배치되어 있었고 도시 전역에 부속 막사가 있었다(황제 디오클레티아누스의 개혁 이후 프라에펙투스 우르비의 관할권은 동쪽 해안까지, 모든 방향으로 100마일 즉 160km까지 확장되었다. 이것은 그 프라에펙투스 비길룸이 그에 상응하는 책임을 가지고 있었음을 시사하는 것일 수 있다)
기원전 1세기 베수비오 화산의 폭발로 폼페이와 마찬가지로 피해를 입었던 헤르쿨라네움에서는 기원전 1세기경의 것으로 보이는 투구가 발굴되었는데, 정황상 비길레스 대원의 것으로 식전용으로 사용되었던 의장용 투구로 여겨지고 있다.

## 대중 문화에 등장하는 비길레스
비길레스는 영국의 역사 소설가 린지 데이비스(Lindsey Davis)의 소설 《로마의 명탐정 팔코》(원제: Marcus Didius Falco) 시리즈에서 종종 중요한 역할을 하며, 주인공 팔코의 수사에 도움을 준다. 특히 팔코의 오랜 군대 친구인 루키우스 페트로니우스 롱구스(Lucius Petronius Longus)는 13군단의 경비대장(Watch Captain)이다.
미국의 소설가 해리 터틀도브가 쓴 《베순나의 죽음》(Death in Vesunna)에서 로마령 속주 갈리아의 베순나(Vesunna, 현재의 프랑스 남서부의 페리괴) 지역의 비길레스가 미래에서 온 두 살인자를 추적하는 임무를 맡았는데(피해자는 도시 베순나의 저명한 시민으로 권총으로 살해되었다) 초기의 어려움을 딛고 비질레스의 지휘관은 그리스인 의사 친구의 도움으로 사건을 해결하고 이전에 알려지지 않은 무기인 권총에 맞서 이를 이겨내고 살인자들을 체포한다.

## 같이 보기
- 프라이토리아니

### 1차 출처
- Tacitus, Publius Cornelius. The Annals. In: The Complete Works of Tacitus. (1942) Translated by Alfred John Church and William Jackson Brodribb.
- Justinian I. (529) The Digest of Justinian. Book I, XV. Translated by Monro, Charles Henry. (1904) Cambridge University Press. pp. 50–51.

### 2차 출처
- Bunson, Matthew. (1994) Encyclopedia of the Roman Empire. Facts on File Inc., New York, NY
- Cambridge Ancient History. (1996) 2nd Ed, Vol. X: The Augustan Empire, 43B.C.-A.D.69 Ed. Bowman, Alan K.; Champlin, Edward; Lintott, Andrew. Cambridge University Press, New York.
- Canter, H.V. (1932)
- H. V. Canter, "Conflagrations in Ancient Rome", Classical Journal, 27 (1932), pp. 270–288
- Daugherty, Gregory N. "The Cohortes Vigilum and the Great Fire of 64 AD", Classical Journal, Vol. 87 (1992), pp. 229–240.
- Reynolds, P.K. Baillie (1996). 《The Vigiles of Imperial Rome》. Chicago, Illinois: Ares. ISBN 0-89005-552-1. Originally published in 1926 by Oxford University Press, London.